# Schwelm-Fazies
Die Kalksteine im Schwelm-Fazies (früher: Schwelmer Kalk) sind ein mittel- bis oberdevonischer Massenkalk, der erstmals von Werner Paeckelmann in einem Aufschluss in Schwelm östlich von Wuppertal beschrieben wurde. Die Kalksteine der Schwelm-Fazies markieren im nördlichen Rhenoherzynikum in vielen devonischen Riffkalkkomplexen den Beginn der eigentlichen Riffkalkentwicklung.

## Begriffsbestimmung
Von Werner Paeckelmann wurde 1913 im Oberbergischen Raum – ausgehend von lithologischen Betrachtungen – eine Gliederung des devonischen Massenkalkes in Schwelmer, Dorper und Iberger Kalk vorgeschlagen. Das charakteristischste Fossil der Schichtenfolge ist der Brachiopode Stringocephalus burtini. Daher wurden diese Kalke auch früher häufig als Stringocephalenkalke bezeichnet.
In den 1960er-Jahren wurde weltweit begonnen, die Riffkalksteine faziell zu betrachten. Wolfgang Krebs legte für die Riffkalkkomplexe des Rheinischen Schiefergebirges eine fazielle Gliederung vor. Der devonische Massenkalk lässt sich demnach im nördlichen Rheinischen Schiefergebirge faziell in ein Plattfom-, Riff- und Kappen-Stadium gliedern. An der Basis der Riffkalkentwicklung sind flache Biostrome zu finden, die dem Plattform-Stadium zugerechnet werden. In Würdigung der Verdienste Paeckelmanns benannte Wolfgang Krebs die biostromale Kalkfazies als Schwelm-Fazies. Über der so entstandenen basalen Karbonatplattform bildeten sich auf dem Riffrand und in dem sich langsam absenkenden, südlich vorgelagerten Meeresbecken isolierte Riffe in Form von Biohermen aus, die dem Riff-Stadium der Dorp-Fazies zugerechnet werden. Im Gegensatz zu den flachen Bankriffen der Schwelm-Fazies wachsen die Riffkalkkomplexe der Dorp-Fazies eher in die Höhe und werden lokal von den jüngsten Riffkalken überlagert, den oberdevonischen Kalksteinen der Iberg-Fazies, die im sogenannten Kappen-Stadium gebildet wurden.

## Gesteine

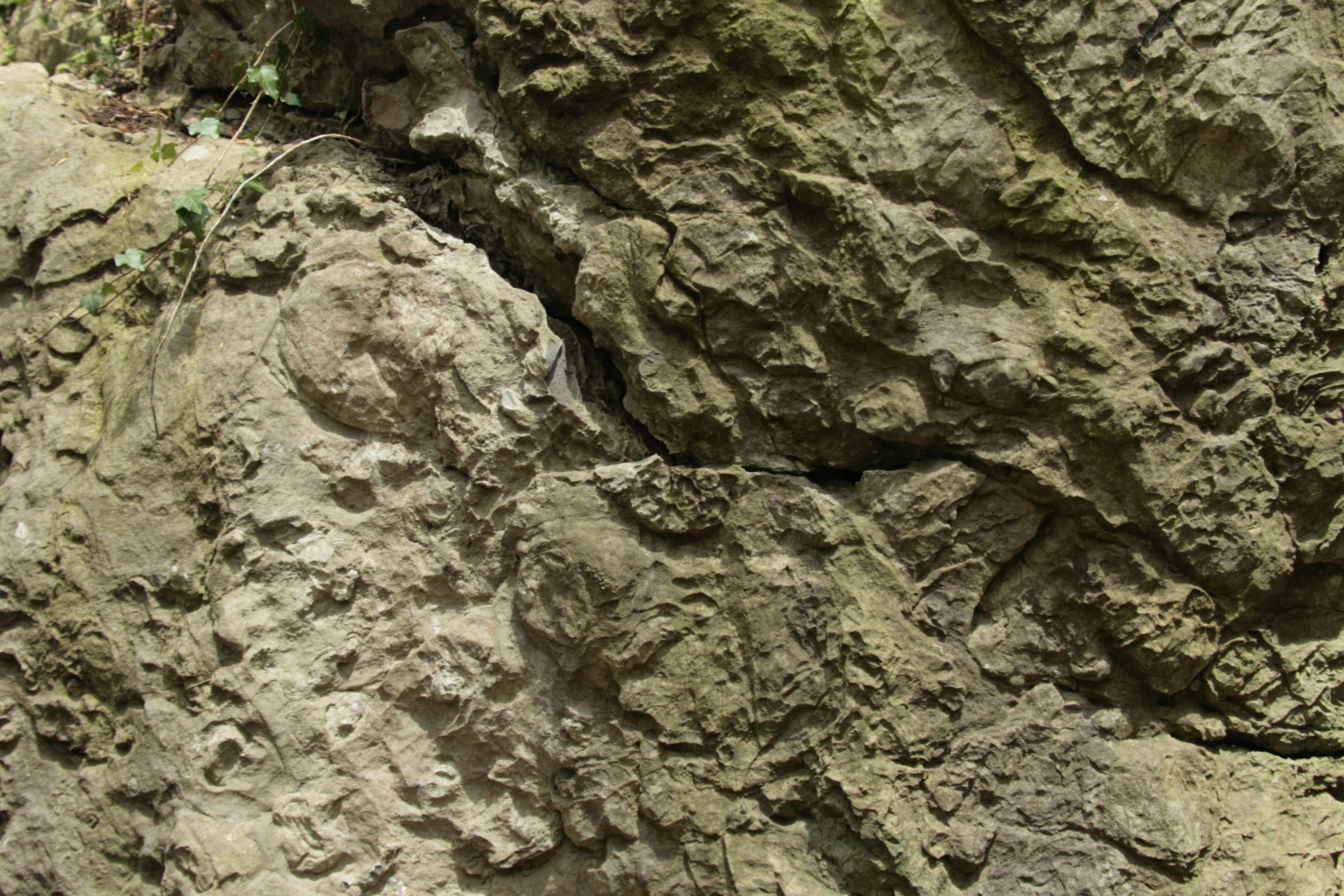
Rifforganismen im Massenkalk, Felsenmeer Hemer

Der Kalkstein in Schwelm-Fazies setzt sich aus dickbankigen, dunkelblaugau bis grauschwarzen, dichten Kalksteinen zusammen, in die besonders im tieferen Teil der Schichtenfolge mergelige Zwischenlagen und flaserige Kalke eingelagert sind. Im Raum Kettwig sind an der Basis auch sandig bis konglomeratische Lagen zu beobachten, die auf eine Ablagerung im küstennahen Bereich schließen lassen. Die mergeligen Zwischenlagen fehlen, weiter westlich, im Briloner Riff weitgehend. Dort verzahnt sich lateral, zeitgleich mit dem Schwelm-Kalken örtlich eine Karbonatfazies (Almer Fazies), die in einem lagunären Bereich zwischen den Biostromen der Schwelm-Fazies gebildet wurde. Die Ausbildung der Karbonate ähnelt den jüngeren Kalken in Dorp-Fazies: Es dominieren hier gebankte, helle, mikritische Kalke und Dismikrite. Im Raum Wuppertal sind im obersten Givetium dunkle Flinzschiefer in die Kalke der Schwelm-Fazies eingelagert.
Die Kalke in Schwelm-Fazies sind in der Regel deutlich geschichtet und erreichen eine Bankmächigkeit von einigen Dezimetern bis drei Metern. Wie die meisten Karbonatgesteine sind auch die Schwelm-Kalke intensiv – insbesondere während der Oberkreide- und Tertiär-Zeit – verkarstet worden. Der Ausstrichbereich der Schwelm-Kalke ist durch das Auftreten von Erdfällen, Höhlen und Ponoren gekennzeichnet.
Im Gebiet Wuppertal und Hagen wurde ein Großteil der Kalksteine nachträglich durch den Einfluss von magnesiumhaltigen Meeres- und Porenwässern dolomitisiert. Durch die Rekristallisation wurden häufig die primären Sedimentstrukturen zerstört. Dolomitisierte Schwelm-Kalke sind meist durch ein zuckerkörniges Gefüge und eine braungraue Färbung charakterisiert.

## Fossilien

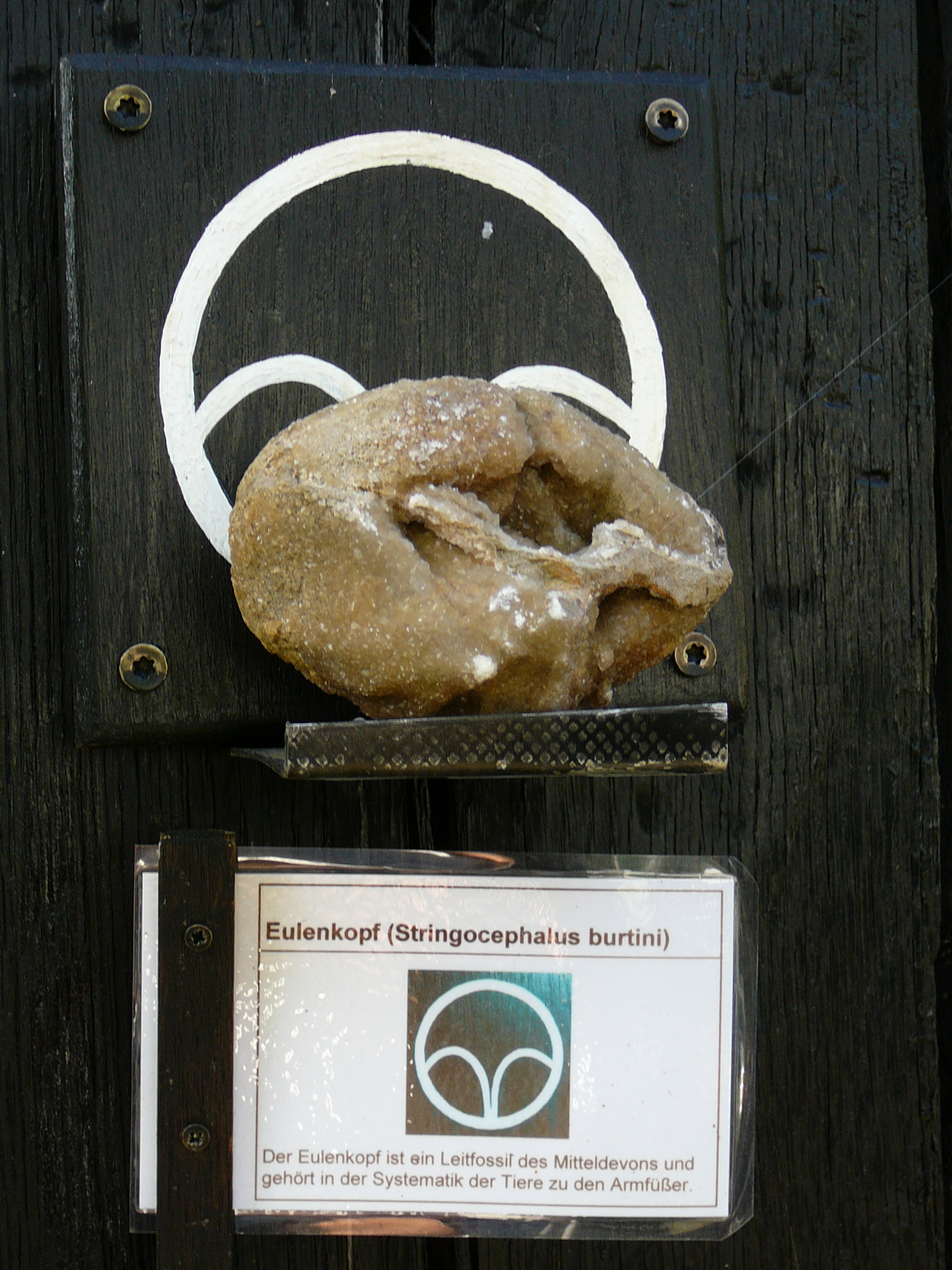
Stringocephalus burtini, Haan, Heinhauser Weg (Geologischer Lehrpfad)

Die Kalksteine in Schwelm-Fazies sind überwiegend fossilreich. Neben riff- und gesteinsbildenden, kugeligen, lagigen oder dendroiden Stromatoporen, wie Actinostroma, Amphipora und Stachyodes sind insbesondere zahlreiche Korallen am Gesteinsaufbau beteiligt, wie z. B. Campophyllum, Thamnopora, Alveolites und Heliolites. Örtlich finden sich Anreicherungen von dickschaligen Muscheln (Megalodus), Schnecken (u. a. Murchisonia, Bellerophon) Crinoiden und Brachiopoden, wie Spiriferen, Atrypiden und Uncites.
Die Biogene im Massenkalk der Schwelm-Fazies kommen als Bioklasten in einer mikritischen Grundmasse oder als dicht gepackte Lagen von unzerbrochenen Fossilien vor. In mergeligen Lagen sind besonders im Sauerland häufig Anreicherungen von Brachiopoden-Stringocephalen-Schill zu beobachten.

## Paläogeografische Interpretation
Die Kalksteine in Schwelm-Fazies sind am Nordrand des heutigen Rheinischen Schiefergebirges weit verbreitet. Die Mächtigkeit dieser Fazies schwankt regional von wenigen bis mehreren hundert Metern. Der Schwelm-Kalk bildet große Teile der Massenkalkzüge von Gruiten-Dornap, Vohwinkel und Elberfeld. Im Wülfrather Gebiet fehlt der Schwelm-Kalk – bis auf wenige Meter flaserige Kalke – größtenteils. Riffkalke in Schwelm-Fazies sind auch in den Kalkvorkommen von Warstein, Brilon und Attendorn zu finden. Westlich von Brilon nimmt die Mächtigkeit schnell ab.
Sie wurden im Mitteldevon auf einer Riffplattform auf einem sich langsam absenkenden Schelf gebildet, der einer kontinentalen Landmasse, dem Old-Red-Kontinent im Südwesten vorgelagert war. Die Schelfkante lag im Mitteldevon etwa auf der Linie Bonn – Olpe – Marsberg. Die biostromalen Riffe in Schwelm-Fazies entwickelten sich auf dem sich nordwestlich davon auf einem etwa 100 Kilometer breiten anschließenden externen Schelf. Die Korallen-Stromatoporen-Rasen der Schwelm-Kalke stellen in-situ-Riffbildungen dar, die in geringer Wassertiefe gebildet wurden. Umgelagerte Kalke kommen in diesem Faziesbereich eher untergeordnet vor. Lokal sind im Raum Wuppertal innerhalb der Karbonatbildungen dunkle Flinzschiefer (Osterholz-Schichten) ausgebildet, die in einem tonigen Faziesbereich zwischen den Biostromen abgelagert wurden. Am Briloner und Warsteiner Riff vertritt der mitteldevonische Sparganophyllumkalk mit den flachen biostromalen Bildungen die basale Riffkalkfazies.

## Alterseinstufung
Das Alter der Kalksteine wird in der Regel mit Mikrofossilien, den sogenannten Conodonten bestimmt. In den Kalken der Schwelm-Fazies kommt jedoch aufgrund ihres Bildungsraumes meist nur eine reduzierte Conodontenfauna vor. Übereinstimmend wurde festgestellt, dass ein Großteil der Karbonate der Schwelm-Fazies von der unteren varcus – bis untersten asymmetricus-Conodontenzone (Givetium bis Frasnium) gebildet wurden.

## Nutzung

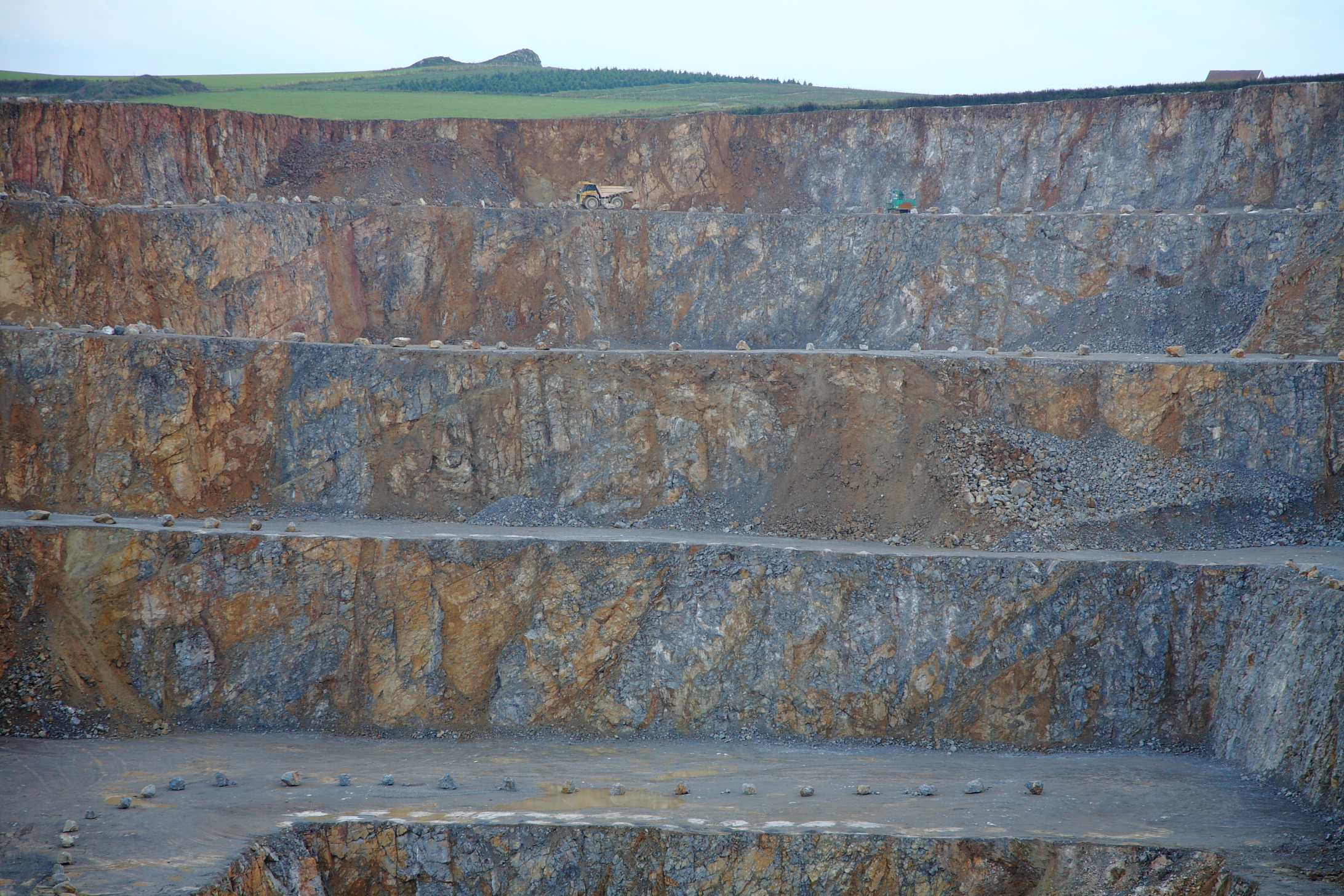
Kalksteinbruch bei Rösenbeck

Die reinen Kalksteine sind ein gesuchter Rohstoff und werden in verschiedenen Großsteinbrüchen am nördlichen Rand des Rheinischen Schiefergebirges für die chemische und Baustoffindustrie abgebaut. Sie sind durchschnittlich durch Calciumkarbonat-Gehalte von 94 bis 98 % gekennzeichnet und sind damit etwas unreiner als die Riffkalke der jüngeren Dorp-Fazies.
Die partiell dolomitisierten Kalksteine der Schwelm-Fazies werden unter anderem in Dornap und Osterholz abgebaut. Obwohl diese Fazies auch westlich des Hönnetals weit verbreitet ist, werden sie dort aufgrund des höheren Anteils an nichtkarbonatischen Bestandteilen derzeit nicht abgebaut. Im Raum Warstein wird in verschiedenen Steinbrüchen (Kallenhardt, Hohe Lieth, Warstein) hauptsächlich Kalkstein der Schwelm-Fazies für die Herstellung von Schotter, Edelsplitt und Wasserbausteinen abgebaut. Auch im Briloner Riffkalkkomplex werden die Karbonatgesteine industriell genutzt. In mehreren Steinbrüchen (Thülen, Kirchloh, Rösenbeck, Mühlenbein, Madfeld und Bleiwäsche) werden sowohl die Karbonatgesteine der Schwelm- als auch Dorp-Fazies gewonnen. Im Raum Attendorn sind die auf einer Schwellenregion am Schelfrand entwickelten Riffe ebenfalls in Schwelm- und Dorp-Fazies entwickelt. Die Schwelm-Kalke stehen derzeit allerdings nicht im Abbau.